# Family Circle Cup 2015
Family Circle Cup 2015 byl tenisový turnaj ženského profesionálního okruhu WTA Tour, hraný v areálu Family Circle Tennis Center na otevřených dvorcích. Jednalo se o jediný turnaj ženské sezóny na zelené antuce. Konal se mezi 6. až 12. dubnem 2015 v jihokarolínském Charlestonu jako 43. ročník turnaje.
Rozpočet turnaje činil 731 000 dolarů. V rámci WTA Tour se řadil do kategorie WTA Premier Tournaments. Nejvýše nasazenou hráčkou ve dvouhře se stala světová sedmička Eugenie Bouchardová z Kanady, která po volném losu podlehla ve druhém kole Lauren Davisové. Singlovou trofej vyhrála Němka Angelique Kerberová. Deblovou soutěž opanoval pár Martina Hingisová a Sania Mirzaová, jehož členky získaly, po triumfech na Indian Wells Masters a Miami Masters, třetí titul v řadě. V následné pondělní aktualizaci deblového žebříčku WTA z 13. dubna 2015 se Mirzaová stala vůbec první indickou světovou jedničkou v tenise mezi ženami.

## Distribuce bodů a finančních odměn

### Distribuce bodů
| Soutěž  | vítězky | finalistky | semifinalistky | čtvrtfinalistky | 16 v kole | 32 v kole | Q  | Q3 | Q2 | Q1 |
| ------- | ------- | ---------- | -------------- | --------------- | --------- | --------- | -- | -- | -- | -- |
| dvouhra | 470     | 305        | 185            | 100             | 55        | 1         | 25 | 18 | 13 | 1  |
| čtyřhra | 470     | 305        | 185            | 100             | 1         | —         | —  | —  | —  | —  |

### Finanční odměny
| Soutěž                                | vítězky  | finalistky | semifinalistky | čtvrtfinalistky | 16 v kole | 32 v kole | 64 v kole | Q2     | Q1   |
| ------------------------------------- | -------- | ---------- | -------------- | --------------- | --------- | --------- | --------- | ------ | ---- |
| dvouhra                               | $124 000 | $66 000    | $32 525        | $16 725         | $8 670    | $4 440    | $2 280    | $1 035 | $620 |
| čtyřhra                               | $39 000  | $20 650    | $11 360        | $5 785          | $3 140    | —         | —         | —      | —    |
| částky ve čtyřhře jsou uváděny na pár |          |            |                |                 |           |           |           |        |      |

## Ženská dvouhra

### Nasazení
| Stát                           | Hráčka                     | WTA | Nasazení |
| ------------------------------ | -------------------------- | --- | -------- |
| Kanada                         | Eugenie Bouchardová        | 7.  | 1.       |
| Rusko                          | Jekatěrina Makarovová      | 9.  | 2.       |
| Německo                        | Andrea Petkovicová         | 10. | 3.       |
| Itálie                         | Sara Erraniová             | 13. | 4.       |
| Německo                        | Angelique Kerberová        | 15. | 5.       |
| Srbsko                         | Jelena Jankovićová         | 17. | 6.       |
| USA                            | Madison Keysová            | 18. | 7.       |
| Francie                        | Caroline Garciaová         | 25. | 8.       |
| Austrálie                      | Samantha Stosurová         | 26. | 9.       |
| USA                            | Varvara Lepčenková         | 31. | 10.      |
| Kazachstán                     | Zarina Dijasová            | 32. | 11.      |
| Švýcarsko                      | Belinda Bencicová          | 34. | 12.      |
| Rumunsko                       | Irina-Camelia Beguová      | 35. | 13.      |
| Rusko                          | Anastasija Pavljučenkovová | 38. | 14.      |
| Německo                        | Mona Barthelová            | 39. | 15.      |
| Spojené království             | Heather Watsonová          | 41. | 16.      |
| Žebříček WTA k 23. březnu 2015 |                            |     |          |

### Jiné formy účasti
Následující hráčky obdržely divokou kartu do hlavní soutěže:
- Eugenie Bouchardová
- Varvara Lepčenková
- Bethanie Matteková-Sandsová
- Sachia Vickeryová

Následující hráčky postoupily z kvalifikace:
- Kateryna Bondarenková
- Lucie Hradecká
- Sesil Karatančevová
- Danka Kovinićová
- Kristína Kučová
- Jessica Pegulaová
- Laura Siegemundová
- Sara Sorribesová Tormová

### Odhlášení
před zahájením turnaje
- Jarmila Gajdošová → nahradila ji Stefanie Vögeleová
- Sabine Lisická → nahradila ji Andreea Mituová
- Pcheng Šuaj → nahradila ji Grace Minová
- Lucie Šafářová → nahradila ji Çağla Büyükakçay
- Lesja Curenková → nahradila ji Jevgenija Rodinová
- Taylor Townsendová → nahradila ji Tatjana Mariová
- Barbora Strýcová → nahradila ji Edina Gallovitsová-Hallová
- Čeng Saj-saj → nahradila ji Irina Falconiová

v průběhu turnaje
- Jelena Jankovićová (poranění pravé nohy)
- Jekatěrina Makarovová (gastrointestinaální onemocnění)

### Skrečování
- Mona Barthelová (závrať)
- Varvara Lepčenková (poranění bederní páteře)
- Anastasija Pavljučenkovová (poranění levého ramena)

## Ženská čtyřhra

### Nasazení
| Stát                                                                       | Hráčka                  | Stát             | Hráčka                 | WTA | Nasazení |
| -------------------------------------------------------------------------- | ----------------------- | ---------------- | ---------------------- | --- | -------- |
| Švýcarsko                                                                  | Martina Hingisová       | Indie            | Sania Mirzaová         | 8.  | 1.       |
| USA                                                                        | Raquel Kopsová-Jonesová | USA              | Abigail Spearsová      | 20. | 2.       |
| Čínská Tchaj-pej                                                           | Čan Chao-čching         | Čínská Tchaj-pej | Čan Jung-žan           | 52. | 3.       |
| Maďarsko                                                                   | Tímea Babosová          | Německo          | Anna-Lena Grönefeldová | 55. | 4.       |
| Žebříček WTA k 23. březnu 2015; číslo je součtem umístění obou členek páru |                         |                  |                        |     |          |

### Jiné formy účasti
Následující páry obdržely divokou kartu do hlavní soutěže:
- Madison Keysová /  Lisa Raymondová
- Alison Riskeová /  Shelby Rogersová

## Přehled finále

### Ženská dvouhra
- Angelique Kerberová vs.  Madison Keysová, 6–2, 4–6, 7–5

### Ženská čtyřhra
- Martina Hingisová /  Sania Mirzaová vs.  Casey Dellacquová /  Darija Juraková, 6–0, 6–4